# Willie Reed
Willie Reed, Jr. (ur. 16 maja 1990 w Kansas City) – amerykański koszykarz, występujący na pozycjach silnego skrzydłowego oraz środkowego, obecnie zawodnik Budućnost Voli.
9 lipca 2015 podpisał roczną umowę, opiewającą na 500 000 dolarów z drużyną Brooklyn Nets, opuszczając w ten sposób letnią ligę NBA, gdzie bronił barw Miami Heat. 13 lipca 2016 podpisał umowę z Miami Heat.
18 lipca 2017 podpisał roczną umowę z Los Angeles Clippers, wartą 1,5 miliona dolarów.
29 stycznia 2018 został wymieniony do Detroit Pistons w transakcji obejmującej sześciu zawodników. 8 lutego został wytransferowany do Chicago Bulls wraz z przyszłym wyborem II rundy draftu w zamian za Jameera Nelsona, po czym został zwolniony.
10 stycznia 2020 opuścił Olympiacos Pireus. 17 września dołączył do czarnogórskiego Budućnost Voli.

## Osiągnięcia
Stan na 24 września 2020, na podstawie, o ile nie zaznaczono inaczej.
NCAA
- Wybrany do składu Atlantic 10 All-Conference Honorable Mention (2010)

D-League
- Zaliczony do:
  - I składu:
    - D-League (2015)
    - defensywnego D-League (2015)

  - II składu:
    - defensywnego D-League (2014)
    - turnieju NBA D-League Showcase (2015)

  - składu honorable mention:
    - D-League (2013, 2014)
    - turnieju NBA D-League Showcase(2013)
- Uczestnik meczu gwiazd D-League (2015)
- Zawodnik tygodnia (18.03.2013, 24.03.2014, 2.03.2015)